# 黃展鴻
黃展鴻（Wong Chin Hung，1982年3月2日—），生於香港，司職左後衛，現時擔任香港超級聯賽球會標準流浪主教練兼球員。

## 球會生涯
黃展鴻生於香港在觀塘樂華邨長大，自幼已熱愛足球，於16歲時與同學一同投考快譯通青年軍，並獲取錄成為學徒球員，直到快譯通退出甲組聯賽後，黃展鴻曾轉行投身裝修行業，及後獲得流浪總監李輝立邀請加盟，正式展開甲組球員生涯。
初期，黃展鴻擔任中場角色，一年後轉投福建，直到2005年重返流浪，並轉型左後衛。他在2007年夏天加盟本地老牌球會南華，首季已成為球隊正選左後衛。
2008/09年球季，由於香港隊主力左後衛潘耀焯由愉園加盟南華，令黃展鴻失去正選位置。季初黃展鴻外借至天水圍飛馬，並於2008年10月12日對屯門普高的聯賽大演帽子戲法。至2009年1月把他收回，南華於2010年亞協盃分組賽首兩輪成績不濟，只錄得一和一負的成績，直到第三輪開始南華重上正軌，在第五輪作客泰國勁旅蒙通聯的賽事中，黃展鴻於下半場未段後備入替白鶴，在上場短短三分鐘便於禁區內接應歐陽耀冲的橫傳射入奠定勝局的一球，更令南華升上小組榜首。
在2012/13年球季，由於隊友郭建邦表現出色，令黃展鴻長居後備。直到2013年1月與南華解約重返母會流浪，並獲委任為隊長。黃展鴻於2013年8月轉會升班馬東方沙龍，直至2017/18年球季加入東方龍獅的教練團。

## 國際賽生涯
在2009年12月，黃展鴻因翟廷峯受傷，而以超齡球員身份獲補選入香港奧運代表隊，參加在香港舉行的東亞運動會足球比賽，在決賽對日本互射十二碼階段時射入關鍵的第五球，協助香港以總比數5–3勝出，歷史性首次贏得大型運動會足球金牌之餘，他更視為香港東亞運足球金牌功臣之一。

## 個人生活
黃展鴻已婚並育有二子和一女。

## 榮譽
南華
- 香港甲組足球聯賽冠軍（2007–08、2008–09、2009–10、2012–13季度）
- 香港聯賽盃冠軍（2007–08、2010–11季度）
- 香港高級組銀牌冠軍（2009–10季度）
- 香港足總盃冠軍（2007–08、2010–11季度）

東方龍獅
- 香港足總盃冠軍（2013–14季度）
- 香港高級組銀牌冠軍（2014–15、2015–16季度）
- 香港超級聯賽冠軍（2015–16季度）

香港代表隊
- 東亞運動會足球項目金牌（2009年）
- 龍騰盃冠軍（2011年）
- 香港傑出運動員選舉 香港最佳運動隊伍（2009年）
- 省港盃冠軍（2009、2013年）

香港聯賽選手隊
- 香港賀歲盃冠軍（2009年）

個人
- 香港足球明星選舉 最佳11人（2008–09、2009–10季度）

## 外部連結
- 香港足球總會網站球員註冊資料 （页面存档备份，存于）